# Глухий губно-губний фрикативний
Глухий губно-губний фрикативний — приголосний звук, що існує в деяких мовах. У Міжнародному фонетичному алфавіті записується як ⟨ɸ⟩ (грецька літерою «Φ»). В українській мові цей звук передається на письмі літерою ф[джерело?].

## Назва
- Глухий білабіальний фрикатив (англ. voiceless bilabial fricative)
- Глухий білабіальний фрикативний
- Глухий губно-губний фрикатив
- Глухий губно-губний фрикативний

## Властивості
Властивості глухого губно-губного фрикативного:
- Тип фонації — глуха, тобто цей звук вимовляється без вібрації голосових зв'язок.
- Спосіб творення — фрикативний, тобто один артикулятор наближається до іншого, утворюючи вузьку щілину, що спричиняє турбулентність.
- Місце творення — губно-губне, тобто він артикулюється обома губами.
- Це ротовий приголосний, тобто повітря виходить крізь рот.
- Це центральний приголосний, тобто повітря проходить над центральною частиною язика, а не по боках.
- Механізм передачі повітря — егресивний легеневий, тобто під час артикуляції повітря виштовхується крізь голосовий тракт з легенів, а не з гортані, чи з рота.

## Приклади
| Мова                 | Слово      | МФА            | Значення    | Примітки                                                      |
| -------------------- | ---------- | -------------- | ----------- | ------------------------------------------------------------- |
| бенгальська (східна) | ফল         | [ɸɔl]          | плід        | Алофон /f/; у західних діалектах — /pʰ/.                      |
| еве                  | éƒá        | [é ɸá]         | відшліфував | Опозиція фонемі /f/                                           |
| іспанська            | pub        | [ˈpa̠ɸ̞]         | корчма      | Алофон /b/ після паузи. Див. іспанська фонетика               |
| італійська (Тоскана) | i capitani | [iˌhäɸiˈθäːni] | капітани    | Алофон /p/ Див. італійська фонетика                           |
| ітельменська         | чуфчуф     | [tʃuɸtʃuɸ]     | дощ         |                                                               |
| маорійська           | whakapapa  | [ɸakapapa]     | родовід     |                                                               |
| таїтянська           | 'ōfī       | [ʔoːɸiː]       | змія        | Алофон /f/.                                                   |
| турецька (діал.)     | ufuk       | [uˈɸuk]        | небокрай    | Алофон /f/ перед огубленими голосними. Див. турецька фонетика |
| туркменська          | fabrik     | [ɸabrik]       | фабрика     |                                                               |
| японська             | 腐敗/fuhai | [ɸɯhai]        | занепад     | Алофон of /h/ перед /ɯ/. Див. японська фонетика               |